# Littenweiler
Littenweiler ist ein im südöstlichen Stadtgebiet gelegener Stadtteil Freiburgs an der Dreisam im Dreisamtal. Das Empfangsgebäude des Bahnhofs Freiburg-Littenweiler liegt 318 m über dem Meeresspiegel.

## Geschichte

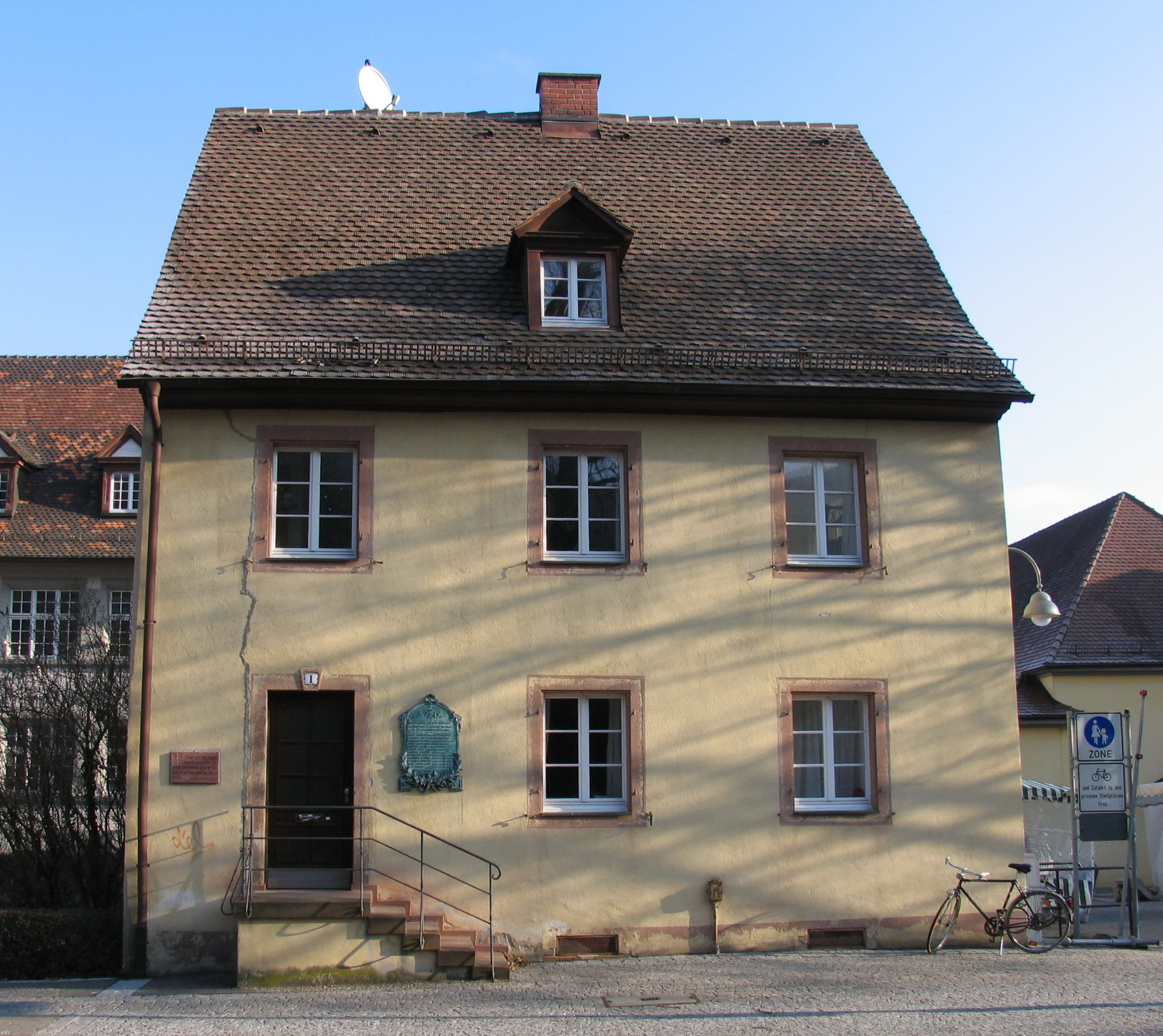
Haus von 1817 am Dorfplatz, von 1846 bis 1913 Rathaus

Das Dorf Littenweiler wird erstmals im 11. Jahrhundert als „Lutenwile“ in einer Urkunde des Klosters Einsiedeln erwähnt. Es war ein Bauerndorf östlich der Stadt Freiburg, am Rand des Schwarzwalds dort, wo sich das Dreisamtal nach Osten zum Zartener Becken hin öffnet. Dass hier auch Bergleute gelebt haben müssen, die wie die Bewohner des benachbarten Dorfes Kappel in den Stollen des Schauinslands (auch Erzkasten genannt) gearbeitet haben, kann man aus der Tatsache schließen, dass die Kirche der Heiligen Barbara, der Patronin der Bergleute, geweiht ist. Nach wechselnden Besitzverhältnissen wurde das Dorf 1560 geteilt und umfasste zwei Ortsteile: ein Teil gehörte den Herren von Sickingen und der andere Teil der Deutschordenskommende Freiburg. Im Jahr 1614 schlossen diese Ortsherren einen Vertrag, der die gegenseitigen Interessen, z. B. Gerichtsbarkeit und Steuern regelte.
Am Charakter des Bauerndorfes vor den Toren der Stadt hatte sich trotz der Eingemeindung nach Freiburg im Jahre 1914 bis zur Mitte des 20. Jahrhunderts nichts Wesentliches geändert, auch wenn die moderne Welt 1887 mit der Höllentalbahn und einem Bahnhof sowie mit der Straßenbahn 1925 Einzug gehalten hatte. Der starke Bevölkerungszuwachs von Freiburg schlug sich ab Mitte der 1950er Jahre auch in der Entwicklung dieses Stadtteils nieder (1950: 2.132 Einw., 1961: 4.735 Einw., 1970: 6.826 Einw.): große Baugebiete wurden erschlossen, eine neue Pfarrkirche wurde gebaut (die alte Kirche wurde zum Bürgersaal), ebenso die evangelische Auferstehungskirche, die Pädagogische Hochschule wurde auf den Feldern zwischen der Bahnlinie und dem alten Ortskern errichtet. Das beschauliche Dorf mit einigen Villen an den Berghängen wurde zu einem großen städtischen Wohnquartier vorwiegend bürgerlicher Bevölkerung, das mit den Nachbarstadtteilen Waldsee, Ebnet und Kappel zusammengewachsen ist.

## Wappen
Das Ortswappen zeigt ein weißes Tatzenkreuz auf rotem Grund. In den vier dadurch gebildeten Feldern befindet sich je eine silberne Kugel. Dies ist eine Kombination aus den Wappen der beiden langjährigen Ortsherren, des Deutschen Ordens (Kreuz) und der Grafen von Sickingen (Silberkugeln).

## Verkehr

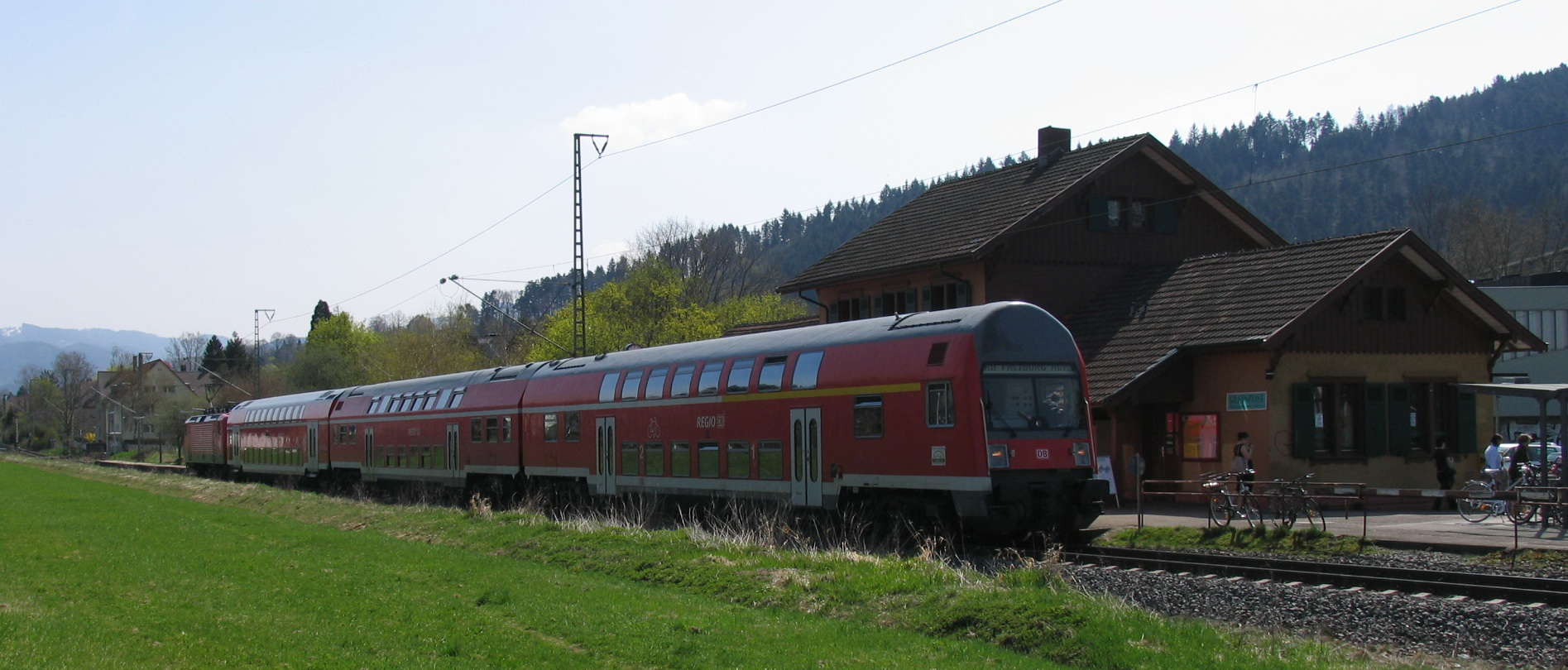
Die Höllentalbahn bindet Littenweiler im Halbstundentakt an.

Verkehrstechnisch ist der Stadtteil außerordentlich gut angebunden. Durch die B 31 Ost, die größtenteils in einem Tunnel unter Littenweiler hindurch führt, wurde die Verkehrsbelastung reduziert und gleichzeitig mit der Ausfahrt am östlichen Stadtrand eine schnelle Anbindung an die Innenstadt und in den Schwarzwald ermöglicht. Hauptsächliche Verbindung zur Innenstadt ist die Hansjakobstraße, auf der auch die Stadtbahn verkehrt.
Außerdem fährt die Höllentalbahn im Halbstundentakt den Bahnhof Freiburg-Littenweiler an, die vom Hauptbahnhof kommend im weiteren Verlauf das gesamte Höllental bis Titisee-Neustadt durchquert und das wichtigste öffentliche Verkehrsmittel für Berufspendler, Urlauber und Wintersportler in der Region darstellt.
Auch durch die Endhaltestelle der Linie 1 der Freiburger Straßenbahn, der am stärksten frequentierten Linie der Freiburger Verkehrs AG, ist Littenweiler mit dem Netz des öffentlichen Nahverkehrs verbunden. Vom Endpunkt der Straßenbahn verkehren Buslinien in die Stadtteile Ebnet und Kappel. Die Straßenbahn soll um drei Stationen von der bisherigen Endhaltestelle Laßbergstraße über den Bahnhof Littenweiler und die Haltestelle Römerstraße bis zum Kappler Knoten verlängert werden. Der Baubeginn war ursprünglich für 2024 vorgesehen und wird nun für Ende 2025 angestrebt.
In Littenweiler befinden sich am Bahnhof Littenweiler, an der Laßbergstraße als Endhaltestelle der Straßenbahn und am Strandbad drei Stationen des Fahrradverleihsystems Frelo. Am nördlichen Rand verläuft der FR 1 entlang der Dreisam. Nördlich entlang der Höllentalbahn führt der FR 8 nach Waldsee und in die Wiehre. Südlich der Höllentalbahn kann von der Pädagogischen Hochschule über den Möslepark und die Sternwaldwiese die Unterwiehre erreicht werden.

## Infrastruktur
Besonders mit dem Einkaufszentrum „ZO“ (Zentrum Oberwiehre) ergeben sich für die Bürger Littenweilers zahlreiche Einkaufsmöglichkeiten. Zwar liegt es außerhalb Littenweilers, im nahe gelegenen Stadtteil Oberwiehre, ist aber über die Hansjakobstraße und mit der Straßenbahnlinie 1 sehr gut erreichbar. In Littenweiler selbst befinden sich vergleichsweise wenige Geschäfte, lediglich im Bereich der Straßenbahn-Endhaltestelle „Laßbergstraße“ an der Grenze zum Nachbarstadtteil Waldsee findet sich ein kleines Zentrum. Die eigentliche Ortsmitte rund um die ehemalige Kirche, heute Bürgersaal, das ehemalige Rathaus und das Schulhaus der Reinhold-Schneider-Schule ist heute weitgehend vom Durchgangsverkehr befreit.
Im Stadtteil gibt es die katholische St.-Barbara-Kirche, ein Neubau aus den 1960er Jahren, neben der alten Kirche im Ortskern gelegen, die heute als Bürgersaal genutzt wird, und die evangelische Auferstehungskirche, ein moderner Betonbau mit charakteristischem Zweischeiben-Glocken-„Turm“.
Das Altenpflegeheim St. Antonius in Freiburg-Littenweiler im „Stahlbad“ Freiburg wurde von den Gengenbacher Franziskanerinnen betreut, bis es in den 2010er Jahren vom Freiburger Träger „Marienhaus St. Johann e. V.“ übernommen wurde. Es ist eine stationäre Pflegeeinrichtung in einem ehemaligen Kur- und Badehaus, das am Austritt einer mineralischen Heilquelle um 1844 errichtet worden war. Dieses steht unter Denkmalschutz. Geplante Anbauten sollen eine zeitgemäße Pflege ermöglichen.
Ein eigener kleiner, heute nur noch selten genutzter Ortsfriedhof weist auf die Geschichte des Stadtteils als einst selbständiges Dorf hin. In den 1960er Jahren wurde auf einem Gelände südlich der Höllentalbahn im Südwesten des Stadtteils der neue Friedhof Bergäcker angelegt, der für Bestattungen aus der ganzen Stadt zur Verfügung steht. 2007 wurde ein Teil davon als Tierfriedhof abgeteilt.
In Littenweiler befindet sich auch einer der drei Freiburger Recyclinghöfe, wo Bürger Abfälle unterschiedlichster Art entsorgen können.
Im Stadtteil gibt es auch eine Polizeidienststelle in der Nähe des Recyclinghofes.

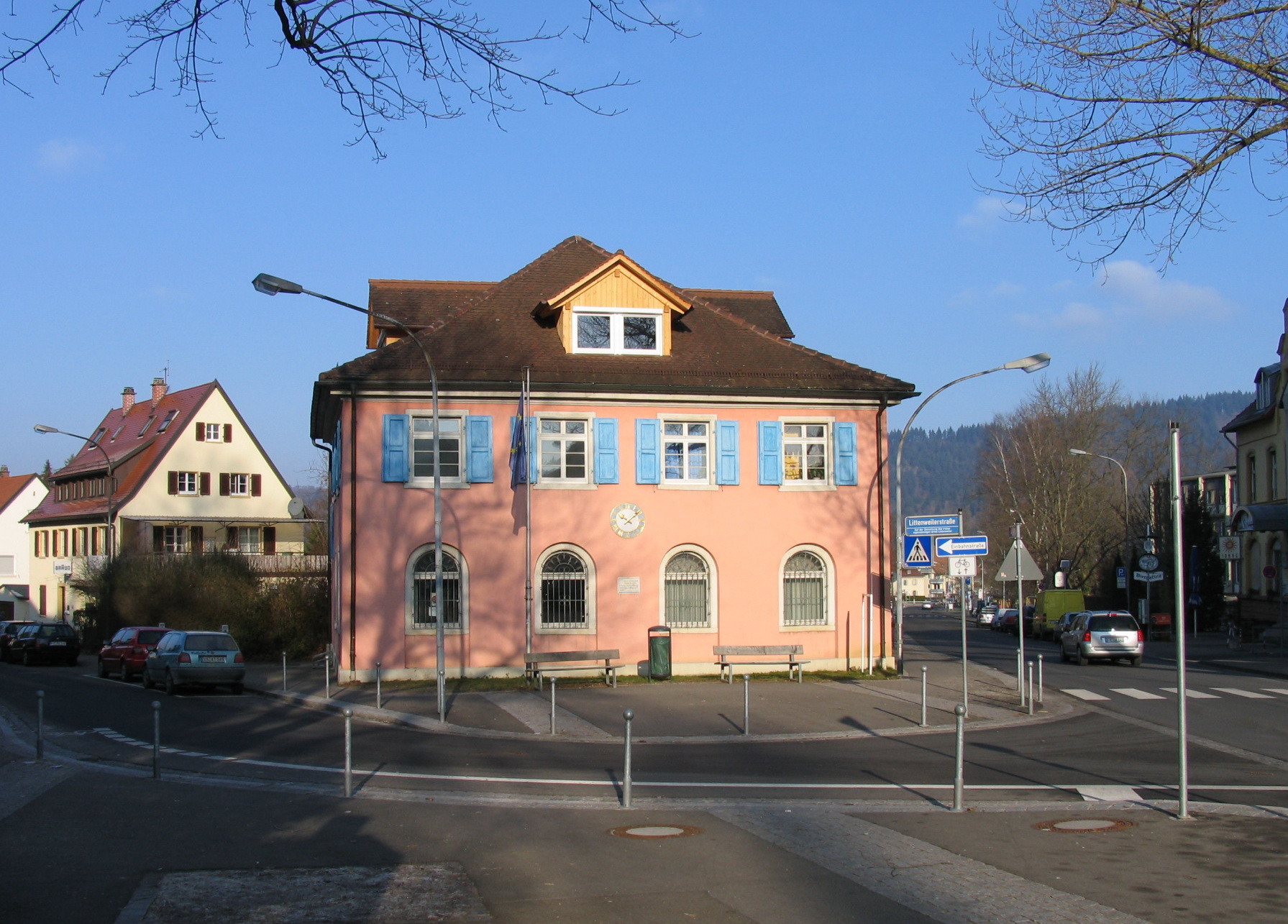
1870 als zweite Schule in Littenweiler erbaut, ab 1925 als Postamt genutzt

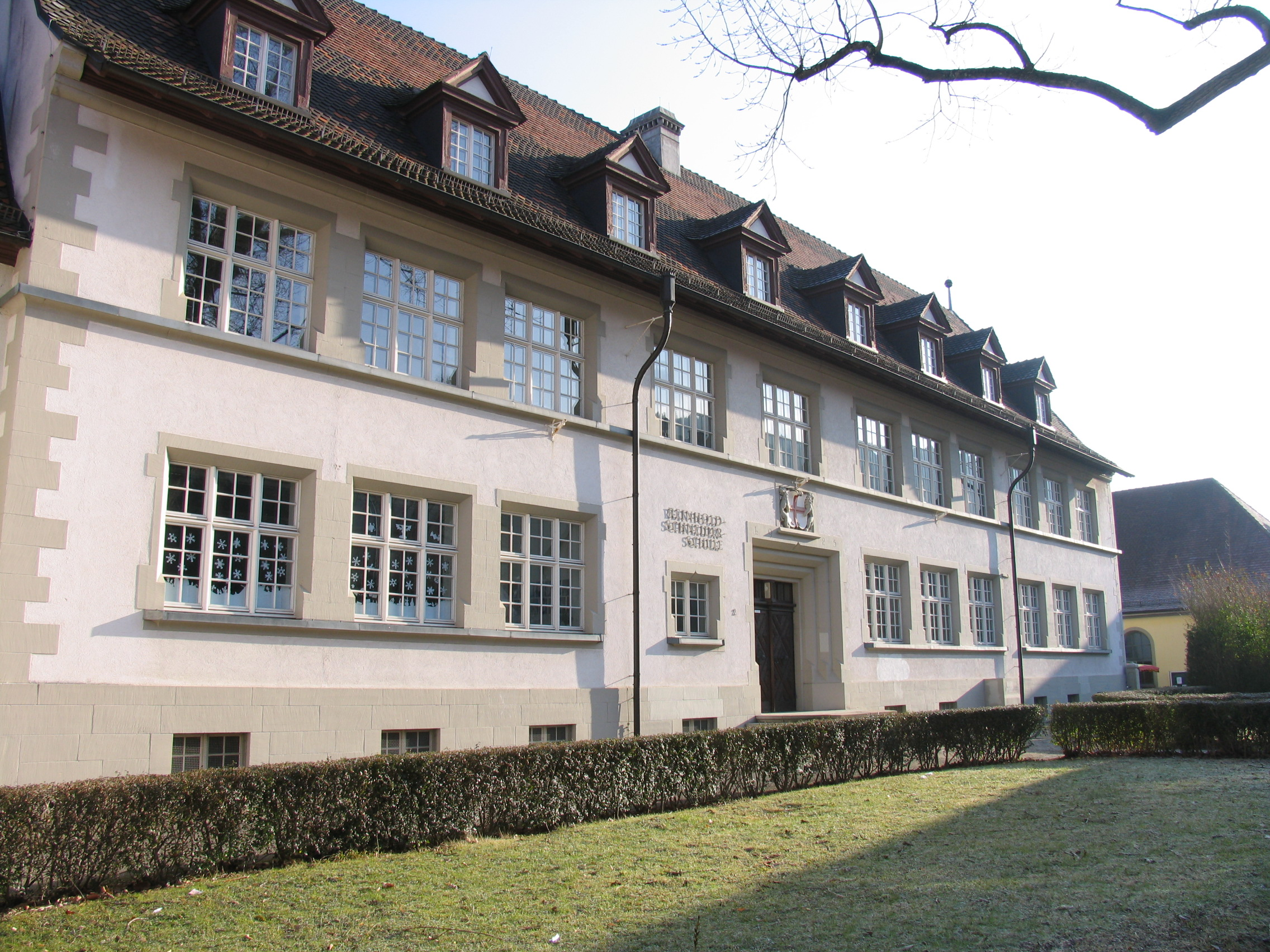
Reinhold-Schneider-Schule

## Bildung
- Die Pädagogische Hochschule Freiburg, 1962 aus den Lehrerbildungsakademien I und II entstanden, bildet Lehrer an Grund-, Haupt- und Realschulen aus und bietet auch einen Studiengang für Diplompädagogen an. Aus bescheidenen Anfängen an der Lindenmattenstraße ist ein beachtlicher Campus entstanden.
- Der „Waldhof“ ist eine 1950 gegründete freie Einrichtung der Erwachsenenbildung. Ihr Bildungsangebot umfasst Blockseminare und Vorträge zu Themen aus Geistes- und Naturwissenschaft, Kunst, Landes- und Völkerkunde, Religion und Philosophie sowie musische und kreative Kurse.
- Die Reinhold-Schneider-Schule (Grund- und Hauptschule) musste in den 1960er Jahren aufgrund des starken Bevölkerungszuwachses erheblich erweitert werden. Sie ist nach dem Schriftsteller Reinhold Schneider benannt, der lange Jahre in Freiburg gelebt hatte.
- Das von der Erzdiözese Freiburg getragene Sprachenkolleg für studierende Ausländer ermöglicht Studenten aus anderen Sprachräumen das Erlernen der deutschen Sprache.
- Zwei große Studierendenwohnheime in der Trägerschaft der Erzdiözese Freiburg unterstreichen die Verbundenheit des Stadtteils mit den Hochschulen der Stadt. Die Thomas-Morus-Burse verfügt über ca. 300 Plätze. Das St. Alban Haus wurde Anfang der 1960er Jahre erbaut und war ursprünglich nach dem Theologen Alban Stolz benannt. Nachdem dessen antisemitische Äußerungen näher beleuchtet wurden, erhielt es 2017 den Namen St. Alban nach Alban von Mainz.[2] Das St. Alban Haus verfügt über ca. 300 Wohnheimplätze. Ab September 2025 soll das Wohnheim saniert und erweitert werden. Nach Abschluss der Bauarbeiten werden dann insgesamt 350 Plätze zur Verfügung stehen.[3]

## Sport
Im Nachbarstadtteil Waldsee befinden sich an der Schwarzwaldstraße eine Reihe größerer Sportanlagen der Stadt Freiburg (von Ost nach West), die auch für Littenweiler von Bedeutung sind:
- Strandbad – Freiburgs größtes Freibad mit 91 m langer Rutschbahn, direkt neben dem Dreisamstadion gelegen
- Dreisamstadion – Fußballstadion des Sportclub (SC) Freiburg; in einiger Entfernung auch das Möslestadion (für SC-Amateure) mit Fußballschule. Für den Sportclub wurde ein neues Stadion im Westen der Stadt errichtet, bis Ende der Spielzeit 2020/21 wurden die Spiele jedoch noch im alten Stadion ausgetragen.
- PTSV (Post-Turn- und Sportverein) Jahn – Sportanlagen eines Breitensportvereins
- FT (Freiburger Turnerschaft) 1844 Freiburg – der größte südbadische Sportverein betreibt Sportanlagen inkl. Hallenschwimmbad, Halle für Rollkunstlauf, Tennisplätze usw. sowie Sportkindergärten und eine Sportgrundschule
- Freiburger Tennisclub
- Sportanlagen der Albert-Ludwigs-Universität Freiburg. die auch von den Studenten der Pädagogischen Hochschule genutzt werden

## Aufnahme in die Literatur
Das noch ländlich geprägte Littenweiler ist Schauplatz der autobiografischen Erzählung Der Brand von Christoph Meckel. Er schildert darin unter anderem die Feuersbrunst nach der Bombardierung Freiburgs am 27. November 1944, die er vom Eichberg aus beobachtete.

## Persönlichkeiten
- Albert Benitz (1904–1979), Kameramann, ist in Littenweiler geboren.
- Klaus Schüle (* 1963), Landtagsabgeordneter (CDU), lebt in Littenweiler.
- Christian Streich (* 1965), Trainer des SC Freiburg, lebt in Littenweiler.